# Der Bulle und das Landei – Goldrausch
Goldrausch ist ein deutscher Kriminalfilm von Torsten Wacker aus dem Jahr 2016. Es ist der sechste und letzte Filmbeitrag der ARD-Kriminalfilmreihe Der Bulle und das Landei. Die Erstausstrahlung erfolgte am 21. April 2016 als Donnerstags-Krimi zur Hauptsendezeit auf Das Erste.

## Handlung
Kriminalhauptkommissar Robert Killmer und seine Kollegin Kati Biever müssen den Mord an dem kurz vor seinem 95. Geburtstag getöteten Monrealer Altbürgermeister Karl Wolter aufklären. Tatverdächtig ist allen voran Wolters Haushälterin Hermine Blücher, die als frühere Tochter des Hauses den Besitz verlor, als ihr Vater in den Nachkriegstagen einen Postraub begangen haben soll und bei der Verhaftung dem Tode geweiht war.
Nach mehreren vergeblichen Versuchen lassen sie sich vom Bürgermeister scheiden. Danach werden sie bei einem Einsatz intim miteinander, und Robert Killmer macht Kati am Ende der Folge einen Heiratsantrag, den sie nach kurzem Zögern annimmt.

## Hintergrund
Die Dreharbeiten zu Goldrausch fanden unter dem Arbeitstitel Der sechste Streich im Zeitraum vom 1. Oktober 2015 bis zum 1. November 2015 in Monreal und näherer sowie weiterer Umgebung statt.

## Einschaltquoten
Bei der Erstausstrahlung von Goldrausch am 21. April 2016 verfolgten in Deutschland insgesamt 3,83 Millionen Zuschauer die Filmhandlung, was einem Marktanteil von 12,5 Prozent für Das Erste entsprach. In der als Hauptzielgruppe für Fernsehwerbung deklarierten Altersgruppe von 14–49 Jahren erreichte Goldrausch laut AGF Videoforschung einen Marktanteil von 7,5 Prozent in dieser Altersgruppe.

## Verweise
- Der Bulle und das Landei: Goldrausch (Folge 6) in der ARD-Mediathek. Video (90 Min.), abrufbar bis 23. Juni 2026
- Der Bulle und das Landei – Goldrausch bei IMDb
- Der Bulle und das Landei – Goldrausch  bei crew united
- Der Bulle und das Landei – Goldrausch bei Fernsehserien.de